# Лжеводосбор
Лжеводосбор (лат. Paraquilegia) — олиготипный род многолетних травянистых растений семейства Лютиковые (Ranunculaceae). 

## Ботаническое описание
Многолетние растения, образующие более менее густые дерновины. 
Листья очерёдные, дважды-трижды раздельные, черешковые, опушённые или голые.
Чашелистиков пять, лепестковидных. Лепестки-нектарники почти сидячие или сидячие, округлые, округло-удлинённые или у основания трубчатые.
Семена килеватые или узко-крылатые, блестящие, голые или опушённые.

## Виды
По информации базы данных The Plant List, род включает 4 вида:
- Paraquilegia anemonoides (Willd.) O.E. Ulbr. — Лжеводосбор ветренницевидный
- Paraquilegia caespitosa (Boiss. & Hohen.) J.R. Drumm. & Hutch. — Лжеводосбор дернистый
- Paraquilegia microphylla (Royle) J.R. Drumm. & Hutch. — Лжеводосбор мелколистный
- Paraquilegia uniflora (Aitch. & Hemsl.) J.R. Drumm. & Hutch.